# Русские в Таджикистане
Русские в Таджикистане — одно из этнических меньшинств страны, после тюркоязычных узбеков (13,9 %) и киргизов (0,8 %), составляющее в настоящее время около 35 тысяч человек (около 0,5 % населения республики). Сами таджики, по данным переписи 2010 года, составляют более 84 % населения республики. Ранее численность и удельный вес русских в республике были куда более значительными, но после распада СССР, гражданской войны в Таджикистане, резкого экономического спада социально-экономическое положение русских значительно ухудшилось и большинство из них эмигрировало из страны в РФ в первые годы независимости. 
В настоящее время русские в Таджикистане ― это одна из самых малочисленных диаспор русских в странах СНГ после Армении. С момента своего появления на территории будущей республики в последней четверти XIX века, русские играли важную роль во всех сферах жизни страны, особенно в советский период, и в первую очередь в её столице — городе Душанбе. Непростые межэтнические отношения в республике, экономический упадок, политическая нестабильность, угроза исламизации, привели к массовой эмиграции русского и иного гражданского европейского населения из Средней Азии и Таджикистана в первую очередь в начале 1990-х. Это, в свою очередь, привело к значительному постарению русского населения страны и ухудшению его демографических показателей. Значительно снизилась доля русских в населении: с 13 % в начале 1960-х до 1 % в настоящее время. Особую тревогу вызывает ухудшение социально-экономического уровня русского населения, среди которого преобладают одинокие пенсионеры, его обнищание, оттеснение на обочину социальной жизни республики.
По данным переписей XX века, наибольшее количество русских в Таджикистане проживало в 1979 году — 395,1 тысяч (10,4 % населения); к 2000 году их число сократилось до 68,2 тысяч. Доля русского населения самой высокой была по данным переписи 1959 года (13,3 %).

## История
До 1920 года большая часть Таджикистана входила в состав Бухарского эмирата и называлась «Восточная Бухара». Тем не менее, после установления русского протектората над Бухарским эмиратом в Таджикистане появляются русские: военнослужащие, охранявшие бухарско-афганскую границу, а также чиновники. В начале XX века в Восточной Бухаре проживало около 50 тысяч русских. Также существовал Памирский отряд.
В 1920 году Бухарский эмират был занят РККА и превращён в Бухарскую НСР, часть которой вскоре вошла в состав Таджикской АССР. В этот период идет приток русских в Таджикистан. Переселение было далеко не всегда добровольным. С марта 1936 года в Таджикскую ССР стали переселять крестьян Центральной России (раскулаченных еще в 1929 — 1931 годах) — на трудовые работы (в основном, в Вахшскую долину). В 1945 году в северный Таджикистан (в город Чкаловск, на урановые рудники) были направлены бывшие солдаты Русской освободительной армии.

## Концентрация

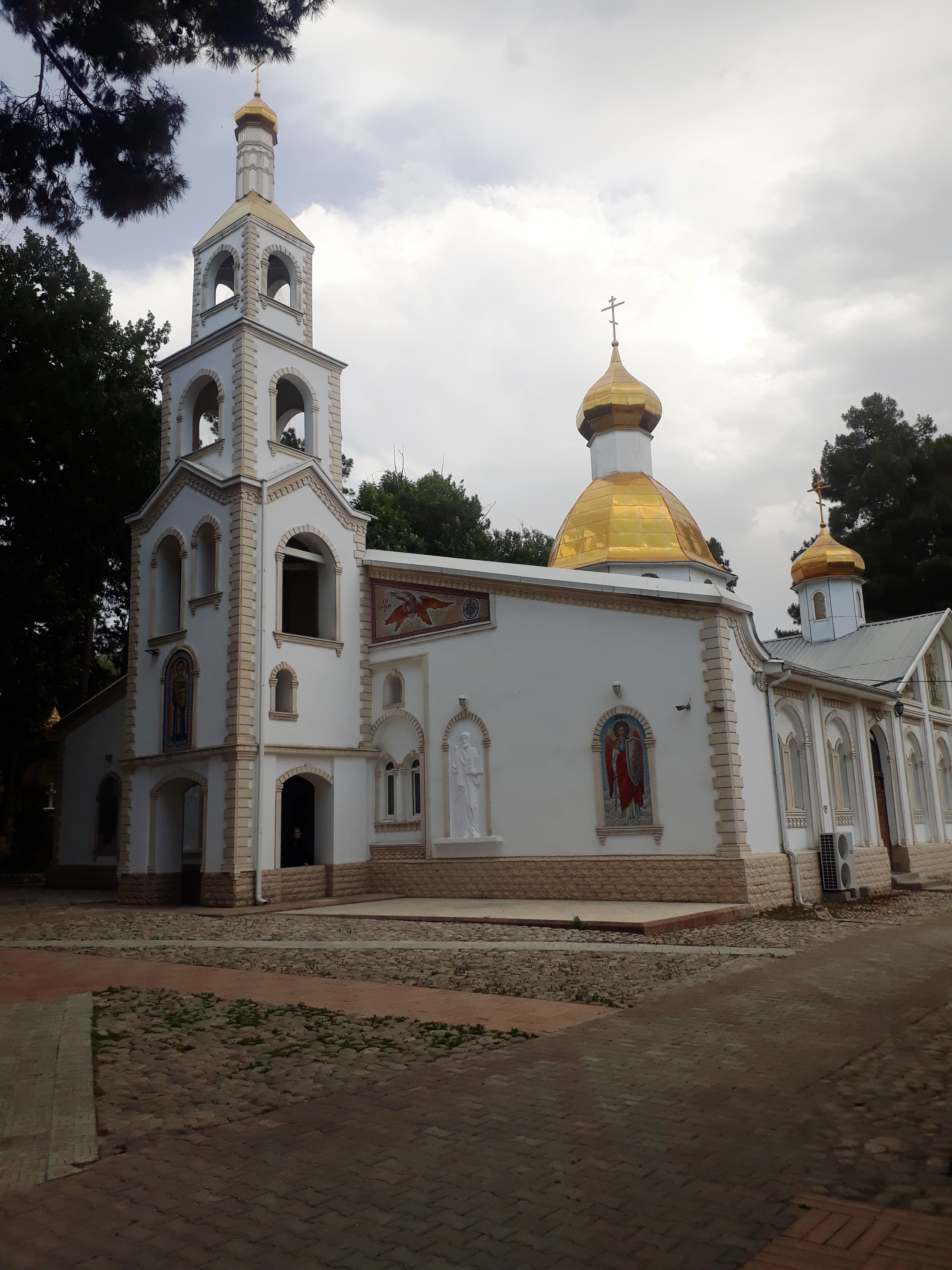
Свято-Никольский собор в Душанбе

Всего в республике по переписи 1989 года проживало почти 388 тысяч русских (7,6 % населения республики), хотя их постепенная эмиграция из страны началась задолго до этого. Русское население современного Таджикистана, равно как и Таджикской ССР, было и остаётся исторически сконцентрировано в городах республики. Наибольшее количество русских (около 2/3 всех русских республики) проживало в столице страны — многонациональном и космополитичном городе Душанбе, где на протяжении советского периода русские составляли основу населения, занятого в промышленном производстве республики. Так, по переписи 1970 года из 376 тысяч жителей Душанбинского горсовета (включая пгт Такоб) русские составляли 42 %, таджики — 26 %, узбеки — 10 %, остальные (татары, немцы, украинцы, евреи, мордва, корейцы и прочие) — около 21 %. По переписи 2000 года русские составляли уже только 5,1 % (27 тыс.) населения столицы (540 тыс.)  Практически не осталось русского и иного европейского населения в сельских районах и посёлках страны. 
Исторически значимым присутствие русских, равно как украинцев и белорусов было, и отчасти остаётся, в городах Согдийской (Ленинабадской) области. По переписи 1939 года восточные славяне вместе составляли 43 тысячи (8%) из 512 тысяч населения Ленинабадской области. В советское время русское население было широко представлено как в самом Ходженте (Ленинабаде), так и в других в промышленных центрах Ленинабадской области: Чкаловске, Гафурове, Табошаре, Кайраккуме, Шурабе. Согласно переписи 2000 года в Согдийской области русскими себя назвали 24 тысячи человек или 1,3 % населения Согдийской (бывшей Ленинабадской) области, в которой на тот момент проживало 1,9 млн. человек. 
Главной причиной их отъезда из Таджикистана стала бедственная экономическая ситуация. По этому показателю страна занимает последнее место в СНГ. Русской диаспоре практически не на что было рассчитывать в стране, откуда уехало несколько сот тысяч самих таджиков-гастарбайтеров. В последнее время, однако, возрастает российское военное присутствие в Таджикистане, для детей русских военных и местного населения расширяется сеть школ. Но по-прежнему остро стоит проблема с поддержанием русских кладбищ в Таджикистане, с обеспечением населения качественным образованием на русском языке. Русское население республики традиционно придерживается православия, хотя значительно и количество атеистов.

### Динамика численности
| Русские в населении Таджикистана, % | 1959 г., перепись | 1970 г., перепись | 1979 г., перепись | 1989 г., перепись | 2000 г., перепись | 2010 г., перепись |
| Численность, тыс. чел               | 262,6             | 344,1             | 395,1             | 388,5             | 68,2              | 34,8              |
| Доля, %                             | 13,3              | 11,9              | 10,4              | 7,6               | 1,1               | 0,5               |

Наиболее быстрым сокращение числа русских, украинцев, татар и евреев было в 1990-е годы. Поводом к массовому исходу послужили массовые беспорядки в Душанбе. В 1990-е годы число русских в стране сократилось почти в 6 раз. Темпы сокращения уменьшились в 2000-е годы: более половины русских, проживавших в республике в 2000-м году, продолжали проживать в ней и в 2010-м.

### Расселение
По переписи 1989 года:
| Административно-территориальная единица | Общая численность русских | Доля от всего населения | Городское население | Доля от всего населения | Сельское население | Доля от всего населения |
| Душанбинский горсовет                   | 194 691                   | 32,37 %                 | 194 562             | 32,76 %                 | 129                | 1,71 %                  |
| Районы республиканского подчинения      | 46 715                    | 4,20 %                  | 37 801              | 20,95 %                 | 8 914              | 0,96 %                  |
| Кулябская область                       | 8 123                     | 1,31 %                  | 5 160               | 3,30 %                  | 2 963              | 0,64 %                  |
| Курган-Тюбинская область                | 35 227                    | 3,37 %                  | 29 443              | 16,18 %                 | 5 784              | 0,67 %                  |
| Ленинабадская область                   | 100 530                   | 6,47 %                  | 97 141              | 18,60 %                 | 3 389              | 0,33 %                  |
| Горно-Бадахшанская автономная область   | 3 195                     | 1,99 %                  | 640                 | 3,18 %                  | 2 555              | 1,82 %                  |
| Таджикская ССР, всего                   | 388 481                   | 7,63 %                  | 364 747             | 22,04 %                 | 23 734             | 0,69 %                  |

По переписи 2010 года:
| Административно-территориальная единица | Общая численность русских | Доля от всего населения | Городское население | Доля от всего населения | Сельское население | Доля от всего населения |
| г. Душанбе                              | 19 061                    | 2,63 %                  | 19 061              | 2,63 %                  | —                  | —                       |
| Согдийская область                      | 8 890                     | 0,40 %                  | 8 389               | 1,51 %                  | 501                | 0,03 %                  |
| Хатлонская область                      | 3 960                     | 0,15 %                  | 3 208               | 0,69 %                  | 752                | 0,03 %                  |
| Районы республиканского подчинения      | 2 846                     | 0,17 %                  | 1 877               | 0,81 %                  | 969                | 0,07 %                  |
| Горно-Бадахшанская автономная область   | 81                        | 0,04 %                  | 25                  | 0,09 %                  | 56                 | 0,03 %                  |
| Таджикистан, всего                      | 34 838                    | 0,46 %                  | 32 560              | 1,62 %                  | 2 278              | 0,04 %                  |